# The Cossacks (pel·lícula de 1928)
The Cossacks és una pel·lícula muda de la Metro-Goldwyn-Mayer dirigida per George Hill i Clarence Brown i protagonitzada per John Gilbert i Renée Adorée. Basada en la novel·la homònima de Lev Tolstoi (1863) adaptada per Frances Marion, es va estrenar el 23 de juny de 1928.

## Argument
Lukashka humilia el seu pare, Ivan, en negar-se a participar en la matança de turcs. La gent del poble el titlla de covard i el seu comportament provoca la desaprovació de Maryana, la noia amb qui vol estar. Es produeix la fugida de diversos presoners turcs i això desperta el seu esperit lluitador. Es converteix en un autèntic guerrer i torna de la batalla mostrant orgullós una ferida a la boca. Ara, però, el seu orgull fa que es comporti de manera distant amb Maryana per lo que ella accepta la proposta de matrimoni de visitar el príncep Olenin. Lukashka persegueix la parella que ja es troba de camí cap a la capital segresta Maryana i deixa el seguici sigui capturat per una banda d’assaltadors turcs.

## Repartiment
- John Gilbert (Lukashka)
- Renée Adorée (Maryana)
- Ernest Torrence (Ivan)
- Nils Asther (príncep Olenin Stieshneff)
- Paul Hurst (Sitchi)
- Dale Fuller (Ulitka, mare de Maryana)
- Mary Alden (mare de Lukashka)
- Josephine Borio (Stepka)
- Yorke Sherwood (oncle Eroshka)
- Joseph Mari (espia turc)
- Paul Hurst (Zarka)
- Sidney Bracey (Koozma)
- Lou Costello (extra)